# داليبور ستويانوفيتش
داليبور ستويانوفيتش (بالسلوفينية: Dalibor Stojanović)‏ هو لاعب كرة قدم سلوفيني في مركز الوسط، ولد في 4 أبريل 1989 في ليوبليانا في سلوفينيا. شارك مع منتخب سلوفينيا تحت 19 سنة لكرة القدم. أما مع النوادي، فقد لعب مع نادي أوستريا سالزبورغ ونادي دومجاله ونادي سانت بولتن ونادي غوريتسا.

## وصلات خارجية
- داليبور ستويانوفيتش على موقع قاعدة بيانات كرة القدم.إي يو (الإنجليزية)
- داليبور ستويانوفيتش على موقع Soccerway.com (الإنجليزية)